# Ad Vielle Que Pourra
Ad Vielle Que Pourra est un groupe québécois de musique traditionnelle formé en 1985. Il regroupait les bruxellois d'origine Daniel Thonon et son frère Luc, Alain Leroux, Clément Demers et Gilles Plante.
Le groupe sortit quatre albums de 1989 à 1996, dans lesquels on retrouve surtout de la musique traditionnelle québécoise et bretonne. En mettant l'accent sur la vielle à roue, le groupe contribua à faire revivre cet instrument traditionnel au Québec.
Après la dissolution du groupe, Daniel Thonon fonda un successeur à Ad Vielle Que Pourra, qu'il appela Montcorbier.